# Équipe d'Allemagne de l'Est de football en 1967
Il s'agit des matchs de la sélection est-allemande au cours de l'année 1967.
NB: Les deux matchs contre la Roumanie joués le 18 novembre et le 6 décembre 1967 (deux victoires) ne sont pas comptabilisés par la FIFA (les matchs de qualification olympique, ainsi que les matchs olympiques à partir des JO 1960 ne sont plus comptabilisés comme match international), mais le sont par la fédération est-allemande.

## Matchs et résultats
| Qualifications Euro 1968                 | Allemagne de l'Est              | 4 – 3   | Pays-Bas                    | Stade central, Leipzig                                    |                                                           |
| 5 avril 1967 · Historique des rencontres | Vogel 50e · Frenzel 62e 78e 85e | (0 - 2) | 10e Mulder · 12e 65e Keizer | Spectateurs : 40 000 Arbitrage : M. Sigurdsson ( Islande) | Spectateurs : 40 000 Arbitrage : M. Sigurdsson ( Islande) |

| Match amical                            | Suède | 0 – 1   | Allemagne de l'Est | Stade olympique, Helsingborg                           |                                                        |
| 17 mai 1967 · Historique des rencontres |       | (0 - 0) | 53e Nöldner        | Spectateurs : 10 000 Arbitrage : M. Hansen ( Danemark) | Spectateurs : 10 000 Arbitrage : M. Hansen ( Danemark) |

| Qualifications Euro 1968                | Danemark | 1 – 1   | Allemagne de l'Est | Idrætsparken, Copenhague                               |                                                        |
| 4 juin 1967 · Historique des rencontres | Löwe 5e  | (0 - 1) | 65e (pen.) Bjerre  | Spectateurs : 30 000 Arbitrage : M. Hannet ( Belgique) | Spectateurs : 30 000 Arbitrage : M. Hannet ( Belgique) |

| Qualification Euro 1968                       | Pays-Bas  | 1 – 0   | Allemagne de l'Est | Stade olympique, Amsterdam                            |                                                       |
| 13 septembre 1967 · Historique des rencontres | Cruyff 2e | (1 - 0) |                    | Spectateurs : 55 000 Arbitrage : M. Wharton ( Écosse) | Spectateurs : 55 000 Arbitrage : M. Wharton ( Écosse) |

| Qualifications Euro 1968                      | Hongrie           | 3 - 1   | Allemagne de l'Est | Nepstadion, Budapest                                              |                                                                   |
| 27 septembre 1967 · Historique des rencontres | Farkas 9e 48e 50e | (1 - 0) | 58e Frenzel        | Spectateurs : 70 000 Arbitrage : M. Bachramov ( Union soviétique) | Spectateurs : 70 000 Arbitrage : M. Bachramov ( Union soviétique) |

| Qualifications Euro 1968                    | Allemagne de l'Est                 | 3 – 2   | Danemark                       | Stade central, Leipzig                                  |                                                         |
| 11 octobre 1967 · Historique des rencontres | Körner 35e (pen.) · Pankau 59e 73e | (1 - 2) | 25e Dyreborg · 38e Søndergaard | Spectateurs : 25 000 Arbitrage : M. Banasiuk ( Pologne) | Spectateurs : 25 000 Arbitrage : M. Banasiuk ( Pologne) |

| Qualifications Euro 1968                    | Allemagne de l'Est | 1 – 0   | Hongrie | Stade central, Leipzig                               |                                                      |
| 29 octobre 1967 · Historique des rencontres | Frenzel 51e        | (0 - 0) |         | Spectateurs : 55 000 Arbitrage : M. Héliès ( France) | Spectateurs : 55 000 Arbitrage : M. Héliès ( France) |